# Giorgio Moroder
Giovanni Giorgio Moroder (på pladeomslag ofte kun Giorgio; 26. april 1940 i Urtijëi i Italien)  er en italiensk pladeproducer, sangskriver og performer baseret i Los Angeles. Mens han boede i München i 1970'erne, startede han sit eget pladeselskab Oasis Records, som senere blev en underafdeling af Casablanca Records. Hans arbejde med synthesizere i 1970'erne og 1980'erne havde en betydelig indflydelse på new wave, house, techno og elektronisk musik i almindelighed. Han er især kendt for sit arbejde med Donna Summer under  disco-tiden (herunder "Love to Love You Baby" og "I Feel Love"), Moroder er grundlæggeren af det tidligere Musicland Studios i München, der blev brugt som et lydstudie for kunstnere, herunder Electric Light Orchestra, Led Zeppelin, Queen og Elton John.
Udover at producere flere hits med Donna Summer,  producerede Moroder også en række elektroniske discohits for The Three Degrees, to albums for Sparks, en håndfuld sange på Bonnie Tylers album Bitterblue samt hendes  single fra 1985 Here She Comes og en række af sange til en lang række andre kunstnere, herunder David Bowie, Irene Cara, Madleen Kane, Melissa Manchester, Blondie, Japan og France Joli.